# Lillian Marie Disney
Lillian Marie Disney (geboren Lillian Marie Bounds te Lapwai, 15 februari 1899 - Los Angeles, 16 december 1997) was een Amerikaanse kunstenares. Zij werkte voor de Disney Studios, maar is vooral bekend geworden als de vrouw van Walt Disney. Zij was met hem getrouwd van 1925 tot aan zijn dood in 1966. Lillian en Walt Disney kregen twee dochters: Diane en Sharon.
Ze werd geboren als dochter van een smid die tevens de functie van marshall uitoefende. Zij volgde lessen aan het Idaho Business College. Ze verhuisde naar Los Angeles en deelde daar een flat met een vriendin die werkte bij de tekenstudio van Walt Disney. Via deze vriendin kon Lillian als tekenaar aan de slag bij de studio. In juli 1925 trouwden Walt en Lillian in Idaho.
Haar filmcarrière omvat werk als inktkunstenaar voor de film Plane Crazy. De naam van het beroemdste personage van haar man, Mickey Mouse, wordt aan haar toegeschreven. Tijdens een treinreis van New York naar Californië in 1928, liet Walt een tekening van de cartoonmuis aan zijn vrouw zien en vertelde haar dat hij hem 'Mortimer' ging noemen. Deze naam klonk echter "te deprimerend" en Lillian stelde de naam 'Mickey Mouse' voor.
Na Walt Disney's overlijden in 1966 hertrouwde Lillian in 1969 met John Truyens (overleden in 1981).    